# 欢迎来到加帕利公园
《欢迎来到加帕利公园》（日语：ようこそジャパリパークへ）是“动物饼干”和“PPP”的单曲。也是日本动画片《动物朋友》的片头曲，2017年2月8日由胜利娱乐发行。

## 简介
本曲为东京电视台系列播出的动画《动物朋友》的片头曲（第1话用作片尾曲使用，第11话未使用），首播版本为动画画面，东京电视台重播版本改为声优真人版画面。全曲由日本创作歌手大石昌良负责作词、作曲和编曲，大石还负责了曲中除鼓以外其他乐器的演奏。
单曲分为初回限定盘和通常盘，两者均收录了A面曲欢迎来到加帕利公园和动画插曲天空梦想家。初回限定盘收录了欢迎来到加帕利公园的PPP演唱版本、天空梦想家的伴奏版本以及PPP的角色留言；通常盘则收录了欢迎来到加帕利公园的伴奏版本和动物饼干的角色留言。初回限定盘与通常盘均封入了CD发售纪念活动参加券。

## 反响
2017年2月8日，歌曲发售。当天排在在iTunes单曲综合榜第3位；在iTunes2017年2月20日周榜上，以25573指数排在第5位。CD方面，由于备货量过少，甚至一度断货，其后官方宣布追加生产。在首周CD销量仅为934张的情况下，之后的几周走势上升，Oricon公信榜周榜最高排名18位。2017年4月28日，官方在Twitter上宣布歌曲的付费下载量突破12万，并在当年5月获得了日本唱片协会的金唱片认证。
歌手星野源在个人广播中称，自己几乎每天要听六十遍欢迎来到加帕利公园，并称赞这首歌是动画歌曲中的良作。作曲家神前晓则在做客一档综艺节目时，从歌曲结构以及节奏的专业角度解释了《動物朋友》主题曲为何大受欢迎。歌曲的大受追捧也让作者大石昌良感到惊讶，他在个人Twitter上表示“制作团队都很困惑”。
2017年4月14日，歌曲的演唱者“动物饼干”与“PPP”登上朝日电视台音乐节目《MUSIC STATION》的舞台，现场演唱了欢迎来到加帕利公园。

## 收录曲目
收录内容中Vocal曲以粗体表示，括号中的中文翻译仅供参考，并非官方翻译。
| 初回限定盤 | 初回限定盤                              | 初回限定盤 | 初回限定盤 | 初回限定盤 |
| 曲序       | 曲目                                    | 词曲       | 编曲       | 时长       |
| ---------- | --------------------------------------- | ---------- | ---------- | ---------- |
| 1.         | （欢迎来到加帕利公园）                  | 大石昌良   | 大石昌良   | 3:24       |
| 2.         | （天空梦想家）                          | halyosy    | halyosy    | 3:08       |
| 3.         |                                         | 大石昌良   | 大石昌良   | 3:26       |
| 4.         |                                         |            |            | 3:09       |
| 5.         | PPP キャストメッセージ （PPP 角色留言） |            |            | 9:09       |
| 总时长：   | 总时长：                                | 总时长：   | 总时长：   | 22:16      |

| 通常盤   | 通常盤                                                      | 通常盤   | 通常盤   | 通常盤 |
| 曲序     | 曲目                                                        | 词曲     | 编曲     | 时长   |
| -------- | ----------------------------------------------------------- | -------- | -------- | ------ |
| 1.       | （欢迎来到加帕利公园）                                      | 大石昌良 | 大石昌良 | 3:24   |
| 2.       | （天空梦想家）                                              | halyosy  | halyosy  | 3:09   |
| 3.       |                                                             |          |          | 3:26   |
| 4.       | どうぶつビスケッツ キャストメッセージ （动物饼干 角色留言） |          |          | 9:53   |
| 总时长： | 总时长：                                                    | 总时长： | 总时长： | 19:52  |

## 其它版本
除单曲收录的两个版本外，动画OST专辑中还收录了由立山秋航重新编曲的版本欢迎来到加帕利公园 ～orgel ver.～。由小鞄（声：内田彩）参与演唱的版本收录于动画角色歌与广播剧专辑《Japari Café》中。
另外，词曲作者大石昌良于2017年2月9日在视频网站niconico上传了自己的翻唱版本，之后又在网络直播节目中自弹自唱了完整版本。